# Lexington (Carolina del Nord)
Lexington és una població dels Estats Units i seu del comtat de Davidson a l'estat de Carolina del Nord. Segons el cens del 2007 tenia 21.149 habitants.

## Demografia
Segons el cens del 2000, Lexington tenia 19.953 habitants, 7.926 habitatges i 5.072 famílies. La densitat de població era de 437,2 habitants per km².
Dels 7.926 habitatges en un 28,6% hi vivien nens de menys de 18 anys, en un 41% hi vivien parelles casades, en un 17,4% dones solteres, i en un 36% no eren unitats familiars. En el 30,6% dels habitatges hi vivien persones soles el 13,2% de les quals corresponia a persones de 65 anys o més que vivien soles. El nombre mitjà de persones vivint en cada habitatge era de 2,42 i el nombre mitjà de persones que vivien en cada família era de 3.
Per edats la població es repartia de la següent manera: un 24,6% tenia menys de 18 anys, un 9,4% entre 18 i 24, un 29,8% entre 25 i 44, un 20,8% de 45 a 60 i un 15,3% 65 anys o més.
L'edat mediana era de 36 anys. Per cada 100 dones de 18 o més anys hi havia 89,6 homes.
La renda mediana per habitatge era de 26.226 $ i la renda mediana per família de 32.339 $. Els homes tenien una renda mediana de 25.555 $ mentre que les dones 20.939 $. La renda per capita de la població era de 15.310 $. Entorn del 16,7% de les famílies i el 21,2% de la població estaven per davall del llindar de pobresa.

## Poblacions més properes
El següent diagrama mostra les poblacions més properes.